# Erazm Nowakowski
Erazm Nowakowski (ur. 17 maja 1841 w Warszawie, zm. 5 marca 1898 tamże) – polski pedagog, kompozytor, urzędnik Królestwa Polskiego.

## Życiorys
Urodził się w rodzinie Tomasza herbu własnego, urzędnika przy Sądzie Najwyższej Instancji Królestwa Polskiego i jego żony Emilii z domu Rembielińskiej herbu Lubicz i miał pięciu braci: Władysław Walenty Józef, Antoni Henryk Bronisław, Aleksander Jerzy, Roman.
Karierę zawodową rozpoczął jako urzędnik, później studiował w Instytucie Muzycznym pod okiem R.Strobla i St. Moniuszki. Nauczał w Instytucie Muzycznym za czasów dyrekcji Apolinarego Kątskiego. Udzielał również lekcji gry na fortepianie. Pisał o historii muzyki polskiej i pedagogiki fortepianu. Był również kompozytorem. Drukiem wydał swoje pieśni: "Przestroga", "Nie wierzę", "Serenada" i "Kołysanka".
Żonaty był z Marią Stambert i mieli syna Bolesława Artura. Zmarł w Warszawie 5 marca 1898 i pochowany został na warszawskim cmentarzu powązkowskim.

## Publikacje
- "Zasady palcowania fortepianowego podręcznik przy nauce gry na fortepianie, Warszawa: Wydawnictwo Sekcji Naukowej Towarzystwa Muzycznego w Warszawie; Druk M. Tarnowskiego, 1887.
- Wskazówki dla uczących początków gry fortepianowej wpływ nauki ogólnokształcący, Warszawa: Wydawnictwo M. Arcta, 1905 (wydane pośmiertnie)